# Roland Peterson
Roland Wilbert Peterson (Aruba, 31 oktober 1941 - Aruba, 11 december 2017) was politieman, dichter en schrijver. Van 1986 tot 1989 was hij hoofdcommissaris van het Korps Politie Aruba.

## Loopbaan
Sinds 1962 was Peterson werkzaam bij het politiekorps, eerst op Curaçao en nadat hij als inspecteur was afgestudeerd aan de Nederlandse Politie Academie op Aruba. Na de status aparte in 1986, kreeg Peterson als hoofdcommissaris de taak het eerste Arubaanse Korps Politie op te richten. In 1989 werd hij directeur van de Directie D.O.O.V. en zette hij de D.O.O.V. nieuwe stijl op. Hij was de vertegenwoordiger van Interpol op Aruba en was ook voorzitter van de Technische Commissie van de Caribische en Midden-Amerikaanse regio voor Interpol. Na zijn pensionering in 1995 werd hij teruggeroepen als directeur van de D.O.O.V. en in 2000 ging hij voor de tweede maal met pensioen. Peterson was ook voorzitter van de San Nicolaas Business Association. In 1989 werd hij Ridder in de Orde van Oranje-Nassau en in 1995 Officier in de Orde van Oranje-Nassau.

## Schrijver
Peterson publiceerde regelmatig in de Arubaanse dagbladen. Na zijn pensionering is hij kinderboeken gaan schrijven. Daarnaast schreef hij gedichten en korte verhalen, zowel in het Engels als Papiaments. Een collectie van zijn gedichten werd in 2005 en 2013 gebundeld onder de titel Silent Emotions. Terugkerend onderwerp in zijn werk is de aandacht voor zijn geliefde San Nicolas. Zo werd Peterson de lokale dichter van San Nicolas.

### Artikelen
- Valsgeldcriminaliteit en de bestrijding ervan
- Ecosfeer en milieupolitie
- One man patrol vs Two man patrol
- Chamber News & views, the President’s Vision
- A.T.I.A. Magazine, Fear, Commerce and Crime. Some thoughts on how crime and the physical environment affect your business.

### Kinderboeken
- Nos Fabula (De eerste Arubaanse fabels in het Papiaments)
- Priki Prikichi y Princes (Priki prikichi en prinses)
- Tres Storia Rubiano (Drie Arubaanse verhalen)
- Cotton Ball (Katoenenbal)

### Korte verhalen en gedichten
- Mi Prome Bandera (Mijn eerste vlag)
- Memoria di un Homber Bieu (Herinneringen van een oude man)
- E Bouquet di Flor Anglo (Het boeket van Anglo bloemen)
- Awe Ken nan ta (Wie zijn ze vandaag)
- Para Firme Pa Sirbi (Wees sterk om te kunnen dienen)
- Olanan Chikito (Kleine golven)
- Pakiko Pakiko (Waarom Waarom)
- Bon Lecha Pero Weso Blou
- Cuanto Awa Mas (Hoeveel water nog)
- The Old Lady at the Bus Stop (De oude dame bij de bushalte)
- Privileged Generation (Bevoorrechte generatie)
- Choller House at the Corner (Daklozenhuis om de hoek)
- Walli Waltaka y e Dragon (Wally Waltaka en de draak)
- The Greatest Tree of them all (De beste boom)
- Morning Prayer (Ochtendgebed)
- The Big Abrazo (De grote omhelzing)
- Lost (Verloren)
- Hands (Handen)
- Bon Lecha (Geluk hebben)
- Tres Minut Prome cu Pascu (Drie minuten voor kerst)
- Read For Me (Lees voor mij)
- The Flame (De vlam)
- Immigration, Sweat, Black Oil and White Sand (Immigratie, zweet, zwarte olie en wit zand)
- This Island I Love (Het eiland waar ik van hou)
- My Friend Tiger (Mijn vriend de tijger)
- Silver Hair Blowing in the Wind (Zilveren haar waaiend in de wind)
- My Little Wish (Mijn kleine wens)
- Un Storia so (Alleen maar één verhaal)